# بنگاه مدلینگ
بنگاه مدلینگ یا آژانس مدلینگ (به انگلیسی: Modeling agency) شرکتی است که به عنوان نماینده مدل‌ها برای کار کردن در صنعت مد فعالیت می‌کند. معمولاً این بنگاه‌ها درآمد خود را از طریق کمیسیون حاصل از قرارداد با مدل یا مشتری به‌دست می‌آورند.
بنگاه‌های برتر با بنگاه‌های تبلیغاتی با بودجه کلان و طراحان مد همکاری می‌کنند. آنها برای توسعه استعدادهای خود سرمایه‌گذاری می‌کنند تا بتوانند جایگاه خود را در این صنعت ارتقا دهند.